# Settimo San Pietro
Settimo San Pietro (sardinski: Sètimu) je grad i općina (comune) u metropolitanskom gradu Cagliariju u regiji Sardiniji, Italija. Nalazi se na nadmorskoj visini od 70 metara i ima 6 755 stanovnika.
 Prostire se na 23,29 km². Gustoća naseljenosti je 290 st/km².
Susjedne općine su: Maracalagonis, Quartu Sant'Elena, Quartucciu, Selargius, Serdiana, Sestu, Sinnai i Soleminis.